# Dubrovnik ostroma
Dubrovnik ostroma (szerbhorvátul: Opsada Dubrovnika) katonai összecsapás volt a Jugoszláv Néphadsereg (JNA) és a Dubrovnik városát és környékét védő horvát erők között a horvátországi háború idején. A JNA 1991. október 1-jén kezdte meg előrenyomulását, és október végére Dubrovnikot kivéve gyakorlatilag az összes területet elfoglalta az Adriai-tenger partján fekvő Pelješac és Prevlaka-félsziget között. Az ostromot a jugoszláv haditengerészet blokádja kísérte. Dubrovnik JNA általi bombázása, beleértve az Óvárost is, amely az UNESCO Világörökség része, 1991. december 6-án tetőzött. A bombázás nagy nemzetközi tiltakozást váltott ki, és diplomáciai katasztrófává vált Szerbia és Montenegró számára, hozzájárulva diplomáciai és gazdasági elszigeteltségükhöz, valamint Horvátország függetlenségének nemzetközi elismeréséhez. 1992 májusában a JNA, néhol kevesebb mint 1 kilométerre a parttól, visszavonult Bosznia-Hercegovinába, és felszerelését átadta az újonnan megalakult Bosznia-hercegovinai Szerb Köztársaság hadseregének (VRS). Ezalatt a Horvát Hadsereg (HV) nyugat felől támadott és Horvátországban és Bosznia-Hercegovinában is kiszorította a JNA/VRS erőket Dubrovniktól keletre fekvő területekről, május végére pedig egyesült a várost védő HV egységgel. A HV és a jugoszláv csapatok közötti harc Dubrovniktól keletre fokozatosan megszűnt.
Az ostrom következtében 194 horvát katona, valamint 82-88 horvát civil vesztette életét. A JNA-nak 165 halálos áldozata volt. A Tigris hadműveletben és a konavlei csatában 1992 végére a HV az egész régiót visszafoglalta. Az offenzíva következtében főként Konavléből 15 000 ember kényszerült lakóhelyét elhagyni, akik Dubrovnikba menekültek. Dubrovnikból kis motorcsónakokkal és civil vízijárművekkel a tengeren át körülbelül 16 000 menekültet evakuáltak. Több mint 11 000 épület sérült meg, és számos lakóházat, üzletet és középületet kifosztottak vagy felgyújtottak.
A hadművelet a JNA által kidolgozott terv része volt, amelynek célja Dubrovnik térségének elfoglalása volt, hogy csapatai majd északnyugat felé haladva Nyugat-Hercegovinán keresztül csatlakozzanak az észak-dalmáciai JNA csapatokhoz. Az offenzívát jelentős mennyiségű háborús propaganda kísérte. 2000-ben Milo Đukanović montenegrói elnök bocsánatot kért az ostrom miatt, ami politikai ellenfeleiből és Szerbiából dühös választ váltott ki. A volt Jugoszláviával foglalkozó nemzetközi büntetőtörvényszék (ICTY) elítélt két jugoszláv tisztet az ostromban való részvételük miatt, egy harmadikat pedig átadtak Szerbiának vádemelésre. Az ICTY vádirata kimondta, hogy az offenzíva célja a Dubrovniki régió Horvátországtól való elszakítása és a Dubrovniki Köztársaság 1991. november 24-i sikertelen kikiáltása révén a szerbek által uralt államba való integrálása volt. Ezenkívül Montenegró négy volt JNA katonát ítélt el a morinji táborban történt fogolybántalmazás miatt. Horvátország háborús bűnökkel vádolt több volt JNA, illetve jugoszláv haditengerész tisztet és egy volt boszniai szerb vezetőt is, de ezek a vádak még nem jutottak bírósági szakaszba.

## Előzmények
1990-ben a horvát szocialisták választási vereségét követően az etnikai feszültségek tovább fokozódtak Horvátországban. A Jugoszláv Néphadsereg (Jugoslovenska Narodna Armija – JNA) elkobozta Horvátország területvédelmi fegyvereit (Teritorijalna obrana – TO), hogy minimalizálja a lehetséges ellenállást. 1990. augusztus 17-én a fokozódó feszültség a horvátországi szerbek nyílt lázadásává fajult.A lázadás Dalmácia hátországának Knin körüli, túlnyomórészt szerbek lakta területein, valamint a Lika, Kordun, Banovina régiók és Kelet-Horvátország egyes részein zajlott. 1991 januárjában Szerbia Montenegró, valamint a szerbiai Vajdaság és Koszovó tartományok támogatásával kétszer is sikertelenül próbálkozott, hogy megszerezze a jugoszláv elnökség jóváhagyását a JNA bevetéséhez a horvát biztonsági erők leszerelésére.
A szerb felkelők és a horvát különleges rendőrség között márciusban vívott vértelen összecsapás után maga a JNA, Szerbia és szövetségesei támogatásával, kérte a szövetségi elnökséget, hogy adjon neki háborús jogosítványokat és hirdessen ki rendkívüli állapotot. A kérelmet 1991. március 15-én elutasították, és a JNA Slobodan Milošević szerb elnök irányítása alá került 1991 nyarán, amikor a jugoszláv szövetség szétesésnek indult. A hónap végére a konfliktus eszkalálódott, ami a háború első halálos áldozataihoz vezetett. A JNA ezután közbelépett, hogy támogassa a felkelőket, és megakadályozza a horvát rendőrség beavatkozását. Április elején a horvátországi szerb lázadás vezetői bejelentették, hogy az ellenőrzésük alatt álló területeket integrálják Szerbiával. Horvátország kormánya ezt az elszakadás aktusának tekintette.
1991 márciusára a konfliktus Horvátország függetlenségi háborújává fajult, majd 1991 júniusában, Jugoszlávia felbomlásával Horvátország kikiáltotta függetlenségét. A függetlenségi nyilatkozat három hónapos moratóriumot követően október 8-án lépett hatályba. A december 19-én a Krajinai Szerb Köztársaságra (RSK) átkeresztelt SAO Krajina ezután etnikai tisztogató akciókat indított a horvát civil lakosság ellen.
A fokozódó feszültségek szabályozását nehezítette az SAO Krajina növekvő támogatása, amelyet a Jugoszláv Néphadsereg (JNA) nyújtott. A horvát rendőrség képtelen volt megbirkózni a helyzettel, ami 1991 májusában a Horvát Nemzeti Gárda (ZNG) létrehozásához vezetett. Miközben a horvátországi katonai konfliktus tovább eszkalálódott a ZNG katonai erővé fejlesztését megnehezítette az ENSZ szeptemberben bevezetett fegyverembargója. Augusztus 26-án megkezdődött a konfliktus addigi legnagyobb fegyveres összecsapása, a vukovári csata.
Dubrovnik Horvátország legdélibb nagyvárosa. Az Adriai-tenger partján található. A fallal körülvett városközpont, amelyet Óvárosként ismernek, nagyrészt a Raguzai Köztársaságból származó műemlék épületekből áll, mely miatt a város felkerült az UNESCO Világörökség listájára. 1991-ben a városnak körülbelül 50 000 lakosa volt, akiknek 82,4%-a horvát és 6,8%-a szerb volt. A várost körülvevő horvát terület a nyugaton fekvő Pelješac-félszigettől és a Prevlaka-félszigettől keleten a Kotori-öböl bejáratáig, Montenegró határáig húzódik. Ez a terület, különösen Dubrovnik közelében nagyon keskeny, csupán egy 0,5–15 kilométer széles tengerparti sávból áll.

## Megelőző események
1991 közepén a JNA legfelsőbb parancsnokai, a jugoszláv szövetségi védelmi miniszter Veljko Kadijević tábornok, a JNA vezérkar főnöke Blagoje Adžić tábornok és a védelmi miniszterhelyettes, Stane Brovet altengernagy a dubrovniki terület elleni jugoszláv hadjáratot tervezett, majd ennek sikere után csapataiknak nyugati irányban, Hercegovina felé kellett előrenyomulniuk, hogy Észak-Dalmáciában egyesüljenek a JNA 9. knini hadtestével. A dubrovniki offenzíva tervét Jevrem Cokić tábornok nyújtotta be Adžićnak jóváhagyásra.
1991 szeptemberében a JNA és Montenegró vezetői annak érdekében, hogy biztosítsák Montenegró területi integritását, és megelőzzék az etnikai összecsapásokat elhatározták a Dubrovnik elleni támadást. Montenegró miniszterelnöke Milo Đukanović kijelentette, hogy felül kell vizsgálni a horvát határokat, mert a meglévő határvonalat „rosszul képzett bolsevik térképészeknek” tulajdonította. Pavle Strugar JNA vezérezredes állításai szerint 30 000 horvát katona, valamint 7 000 terrorista és kurd zsoldos készült megtámadni Montenegrót, hogy elfoglalják a Kotori-öblöt. Montenegróban valóban sokan azt hitték, hogy Horvátország inváziót indított. A „Pobjeda” (Győzelem) újság volt a legjelentősebb médiaforrás, mely hozzájárult a propaganda terjedéséhez. 1991 júliusában egy magas rangú szerb tisztségviselő, a magyar származású Mihalj Kertesz (Kertész Mihály) egy nikšići politikai gyűlésen azt mondta, hogy Montenegrótól nyugatra Dubrovnikot is beleértve szerb államot kell létrehozni, mely Montenegrótól Neretva folyóig ér és amelynek fővárosa a Dubrovnikról átnevezett „Nikšić na Moru” lesz.
1991. szeptember 16-án a JNA a horvátországi helyzet romlására hivatkozva mozgósítást rendelt el Montenegróban. A JNA 2. titogradi hadteste szeptember 17-iki, a rádióban sugárzott felhívása ellenére a tartalékosok jelentős része megtagadta a bevonulást. Szeptember 18-án Đukanović kemény büntetéssel fenyegetőzött a dezertőrökkel és a mozgósításra való reagálást megtagadókkal szemben. A mozgósítás és a propaganda ellentétben állt a belgrádi jugoszláv szövetségi hatóságok azon biztosítékaival, hogy nem lesz támadás Dubrovnik ellen. A JNA Horvátország legyőzésére irányuló stratégiai terve egy olyan offenzívát is tartalmazott, mely Horvátország legdélibb részei, köztük Dubrovnik elszakítását célozta az ország többi részétől.
Szeptember 23-án a JNA tüzérsége megtámadta a Dubrovniktól keletre, Konavle község délkeleti részén fekvő Vitaljina falut. Két nappal később a jugoszláv haditengerészet blokád alá vette a városba vezető tengeri útvonalakat. Szeptember 26-án a JNA kelet-hercegovinai hadműveleti csoportját 2. hadműveleti csoportra nevezték át, és közvetlenül a szövetségi védelmi minisztériumnak és a JNA vezérkarának rendelték alá. A 2. hadműveleti csoport első parancsnokának Jevrem Cokić tábornokot nevezték ki, de Cokić helikopterének lelövését követően, október 5-én e tisztségben Mile Ružinovski tábornok váltotta. Október 12-én Ružinovski helyére Pavle Strugar lépett.

## A szembenálló erők
A JNA a 2. hadműveleti csoport elemeiként a 2. titográdi hadtestet és a 9. boka kotorskai haditengerészeti körzet erőit vezényelte Dubrovnik körzetének elvágására és elfoglalására. A 2. titogradi hadtest az 1. nikšići dandárt, míg a 9. haditengerészeti körzet az 5. és a 472. gépesített dandárt kapta erősítésül. A hadtest északról délre húzódó arcvonala Dubrovnik közelében volt. A 2. hadműveleti csoport parancsnoksága rendelkezett még a 16. határőr különítménnyel és a 107. parti tüzér egységgel is. A mozgósított Herceg Novi-i, kotori, tivati, budvai, bari, mojkovaci, Bijelo Polje-i és trebinjei területvédelmi erőket Strugar, míg a 9. boka kotorska haditengerészeti körzet erőit Miodrag Jokić admirális irányította. Jokić Krsto Đurović admirálist váltotta fel, aki órákkal az offenzíva kezdete előtt máig tisztázatlan körülmények között halt meg. Nojko Marinović vezérőrnagy, a 472. gépesített dandár egykori parancsnoka és Đurović egykori beosztottja azt mondta, hogy a JNA vezetése ölette meg az admirálist, mert ellenezte az offenzívát. Marinović szeptember 17-én lemondott posztjáról, és csatlakozott a horvát ZNG-hez. A JNA 2. hadműveleti csoportja kezdetben 7000 katonát vetett be, és az offenzíva során a csapatok létszáma mindvégig hasonló volt.

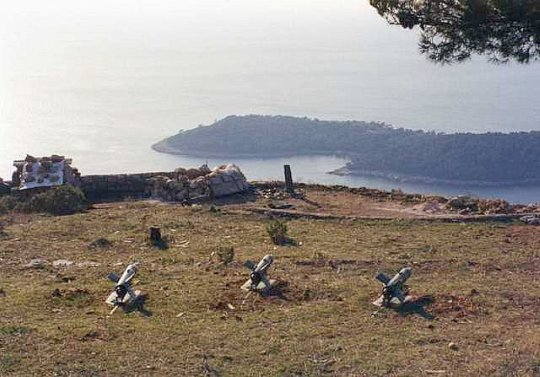
9K11 Maljutka páncéltörő rakéták tüzelőállásban Dubrovnik felett

A másik oldalon Dubrovnik katonai védelme szinte alig létezett. Az ellenségeskedés kezdetén a város területén mindössze 480 katona tartózkodott, de ebből is csak 50-nek volt meg a katonai kiképzése. Az egyetlen reguláris katonai egység egy könnyűgyalogsági fegyverekkel felfegyverzett szakasz volt, amely a Srđ tetején az Imperijal erődben állomásozott, ahonnan egész Dubrovnik környékét be lehetett látni. A térség többi csapata rosszul volt felfegyverkezve, mert a horvát területvédelmet a JNA még 1989-ben lefegyverezte. Horvátország más részeivel ellentétben Dubrovnikban 1972 óta nem voltak JNA laktanyák vagy raktárak, így a szeptemberi laktanyacsata során lefoglalt fegyverekből és hadianyagból nagyon kevés jutott Dubrovnik védelmére. Szeptember 26-án Korčula szigetén a JNA-tól lefoglalt 200 puskát és négy tüzérségi eszközt küldtek a város megerősítésére. A tüzérségi eszközök 76 mm-es és 85 mm-es szovjet gyártmányú második világháborús ágyúk voltak. Emellett egy rögtönzött páncélozott járművet is szállítottak a városnak. Dubrovnik Horvátország más részeiről további honvédségi, rendőr és horvát védelmi csapatokat is kapott. Ez a horvát csapatok létszámát Dubrovnikban 600-ra emelte. Novemberre már mintegy 1000 horvát katona védte a várost. Szeptember 19-én Marinovićot nevezték ki a védelem parancsnokává, aki ekkor nem megfelelőnek ítélte az erőket. A csapatokat, amelyeket kezdetben Dubrovnik területvédelmi egységeként szerveztek meg, 1991. december 28-án a HV 75. független zászlóaljává szervezték át, majd később a 116. gyalogdandár elemeivel megerősítve 1992. február 13-án belőlük alkották meg a 163. gyalogsági dandárt. A 23 különböző méretű hajókból és 117 önkéntesből álló dubrovniki fegyveres hajósszázadot, a Horvát Haditengerészet önkéntes katonai egységeként szeptember 23-án hozták létre a Jugoszláv Haditengerészet blokádja ellen.

## A hadjárat lefolyása

### A JNA előretörése

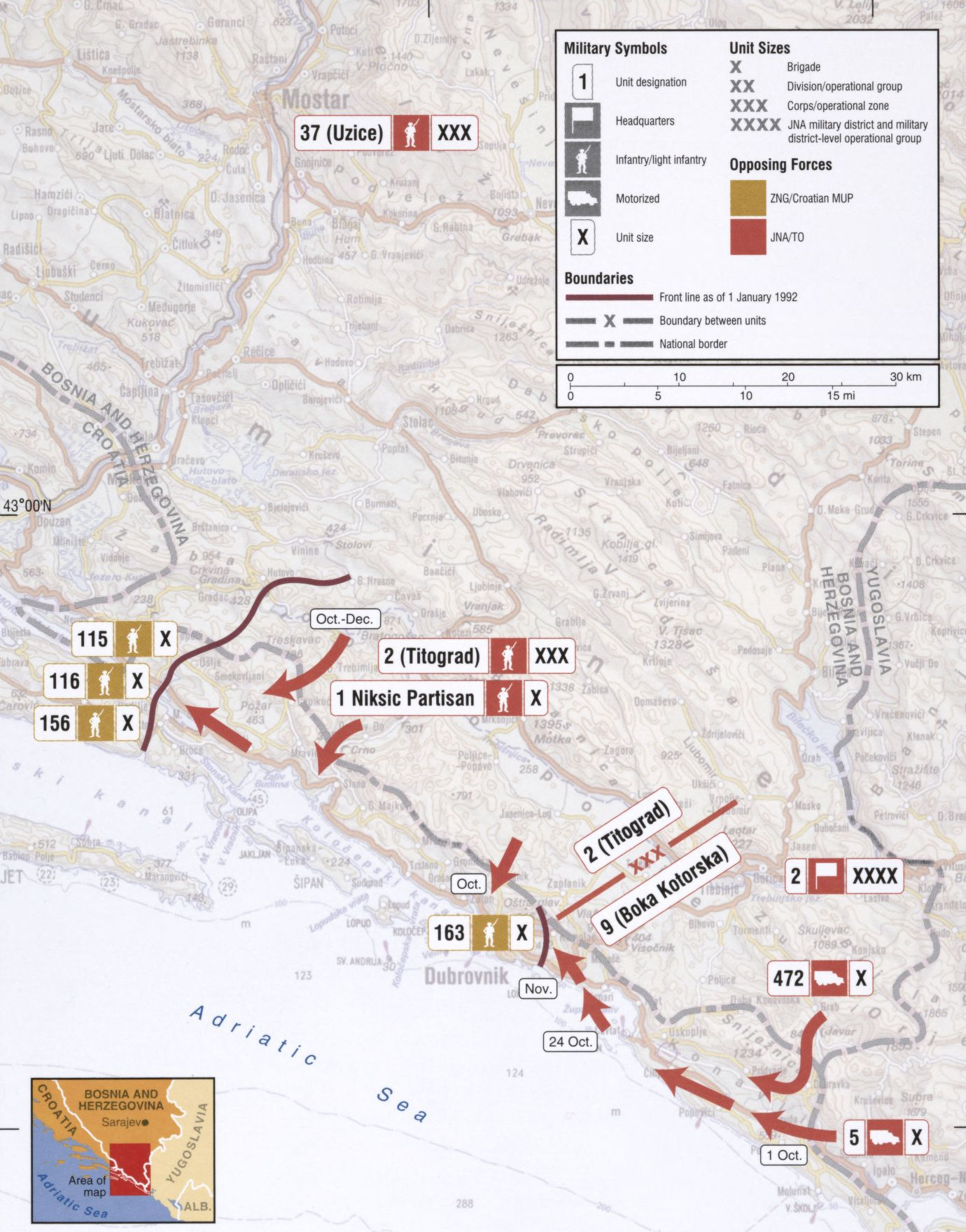
A JNA előretörése Dubrovniknál 1991-ben

Október 1-jén a 2. titogradi hadtestet a várostól északra lévő Popovo mezőn keresztül nyugatra vezényelve, a JNA megkezdte offenzíváját Dubrovnik felé. A hadtest, mielőtt dél felé, a dubrovniki tengermellék, a Dubrovačko primorje területe irányába fordult volna, hogy Dubrovnikot nyugat felől bekerítse, elpusztította a bosznia-hercegovinai Ravno falut. A JNA előretörés másik szárnyán a Dubrovniktól 35 km-re délkeletre fekvő Kotori-öbölből kiindulva a 9. boka kotorskai haditengerészeti erők Konavlén keresztül nyomultak előre. Az előrenyomulás, miután a támadást előkészítő tüzérségi tüzet lőttek Vitaljina és más konavlei célpontok ellen, hajnali 5-kor indult. A régió több útját felhasználó előrenyomulást a Jugoszláv Haditengerészet és a Légierő is támogatta. Konavlében a horvát védelem gyakorlatilag nem létezett, és a tengermelléken is elég gyenge volt. A JNA első áldozatai egy sikeres ZNG-csapás során estek el Čepikuće faluban. Az offenzíva első napján a JNA tüzérsége megtámadta a város feletti Srđ-hegyet és a Žarkovica-fokot, melyek Dubrovniktól közvetlenül északra és keletre feküdtek, míg a jugoszláv légierő MiG-21-esei rajtaütöttek a nyugatra fekvő Rijeka dubrovačkaban található Komolacon, megsemmisítve Dubrovnik áram- és vízellátását. Dubrovnik víz- és áramellátása ettől fogva december végéig a hajók által szállított édesvízre, illetve néhány elektromos generátortól származó áramra támaszkodott.
A következő három napban a JNA lassan haladt előre. Tüzérsége október 2-án újra megtámadta a Srđ-hegyen álló Imperijal erődöt és Žarkovicát. Másnap a JNA ágyúzta a dubrovniki Belvedere Hotelt, ahol egy ZNG védelmi állás volt, a jugoszláv légierő pedig bombázta a város Argentina szállodáját. Október 4-én a JNA 2. hadteste elfoglalta a tengermelléki Slano települést, ezzel lezárva az ott áthaladó Adria-tengeri autópályát, és elszigetelve Dubrovnikot Horvátország többi részétől. Október 5-én Dubrovnik Ploče kerületét ágyúzták, majd másnap a jugoszláv légierő mért csapást az Imperijal erődre.
Október 15-én Horvátország béketárgyalásokat ajánlott fel Montenegrónak, de Szerbia elnöke Slobodan Milošević elutasította az ajánlatot. Az ajánlatot azért a montenegrói félnek tették, mert az offenzívát először, október 1-jén a montenegrói kormány hagyta jóvá. Három nappal később Szerbia, Horvátországot hibáztatva a JNA provokálásáért. nyilvánosan elhatárolódott a lépéstől. Az offenzíva hetedik napján a montenegrói parlament a JNA-t tette felelőssé a támadásért. Október 16-án, egy nappal azután, hogy Milošević visszautasította a horvát ajánlatot, a JNA 9. boka kotorskai körzeti csapatai elfoglalták Cavtat városát. Cavtat elfoglalását egy Dubrovniktól 5 km-re keletre végrehajtott haditengerészeti partraszállási művelet és egy Dubrovnik Ploče kerületére október 18-án mért légicsapás követte. A következő napon a felek tűzszünetről állapodtak meg, de ahogy az hatályba lépett volna, rögtön megszegték. Október 20-án a Jugoszláv Légierő támadta Dubrovnikot, október 22-én pedig a Jugoszláv Haditengerészet bombázta a város Lapad nevű területén a menekülteknek otthont adó szállodákat.

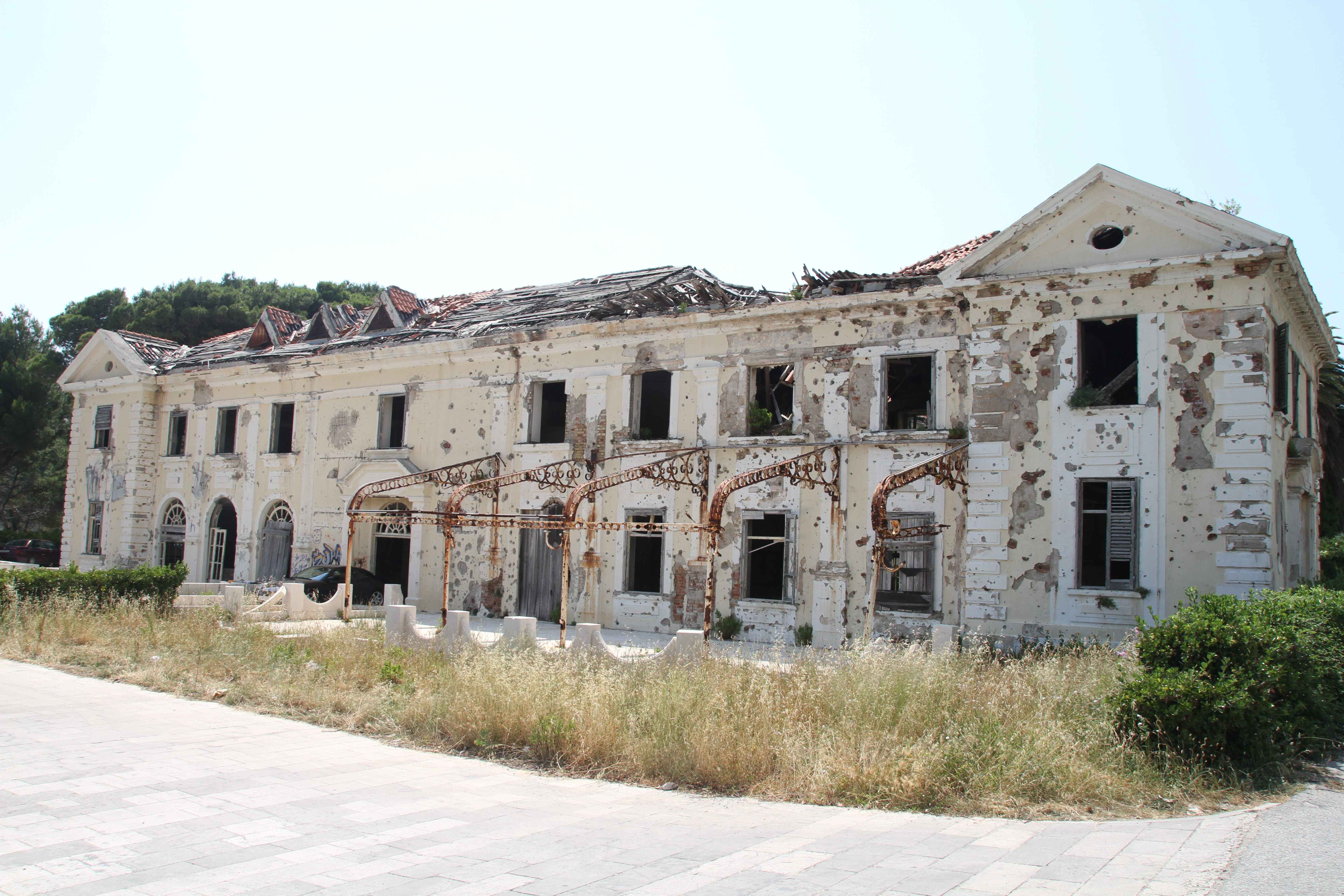
Szétlőtt épület Konavléban

Október 23-án a JNA beleértve az óváros város falain belüli részeket is, hosszan tartó tüzérségi bombázásba kezdett Dubrovnik ellen, , amely ellen másnap az Amerikai Egyesült Államok külügyminisztériuma tiltakozott. A 9. haditengerészeti körzet erői október 24-én elfoglalták Župa dubrovačka és Brgat településeket, miközben a jugoszláv haditengerészet bombázta Lokrum szigetét. Másnap a JNA ultimátumot intézett a városhoz, amelyben a feladását és a választott tisztségviselők eltávolítását követelte Dubrovnikból. Október 26-án a JNA elfoglalta a város központjától 2,3 km-re délkeletre fekvő Žarkovica-fokot, és október 27-ig elfoglalta a Dubrovnikra néző magaslat nagy részét. A JNA 2. hadtest délnyugati irányú előrehaladása Dubrovnik felé lassabb volt, mely során a Trsteno arborétum nagy részét megsemmisítette. A JNA előrenyomulása körülbelül 15 000 lakost kényszerített menekülésre az elfoglalt területekről. Októberben a tengeren Dubrovnikból mintegy 7000 embert evakuáltak; a többiek szállodákban és a városban máshol kerestek menedéket.

### Dubrovnik védelme
A JNA október 30-án folytatta tüzérségi csapásait Dubrovnik ellen, és a bombázás Dubrovnik Gruž és Lapad nevű nyugati területeit, valamint menekültek elhelyezésére szolgáló a Babin Kuk és Argentina szállodákat célozva november 4-ig tartott. A JNA 472. gépesített dandárjának 3. zászlóalja állásaiból, amely a városközponthoz legközelebb eső állásokat foglalta el, november 4-én a JNA csapatai kézifegyverekkel és mesterlövészek tüzével támadták az Óvárost és az Argentina szállodát. Másnap ismét bombázták az Imperijal erődöt. November 7-én a JNA új ultimátumot küldött, amelyben Dubrovnik délig történő átadását követelte. A követelést elutasították, mire Jokić bejelentette, hogy a JNA csak az Óvárost kíméli meg a pusztulástól. Még aznap kiújultak a harcok Slano közelében.

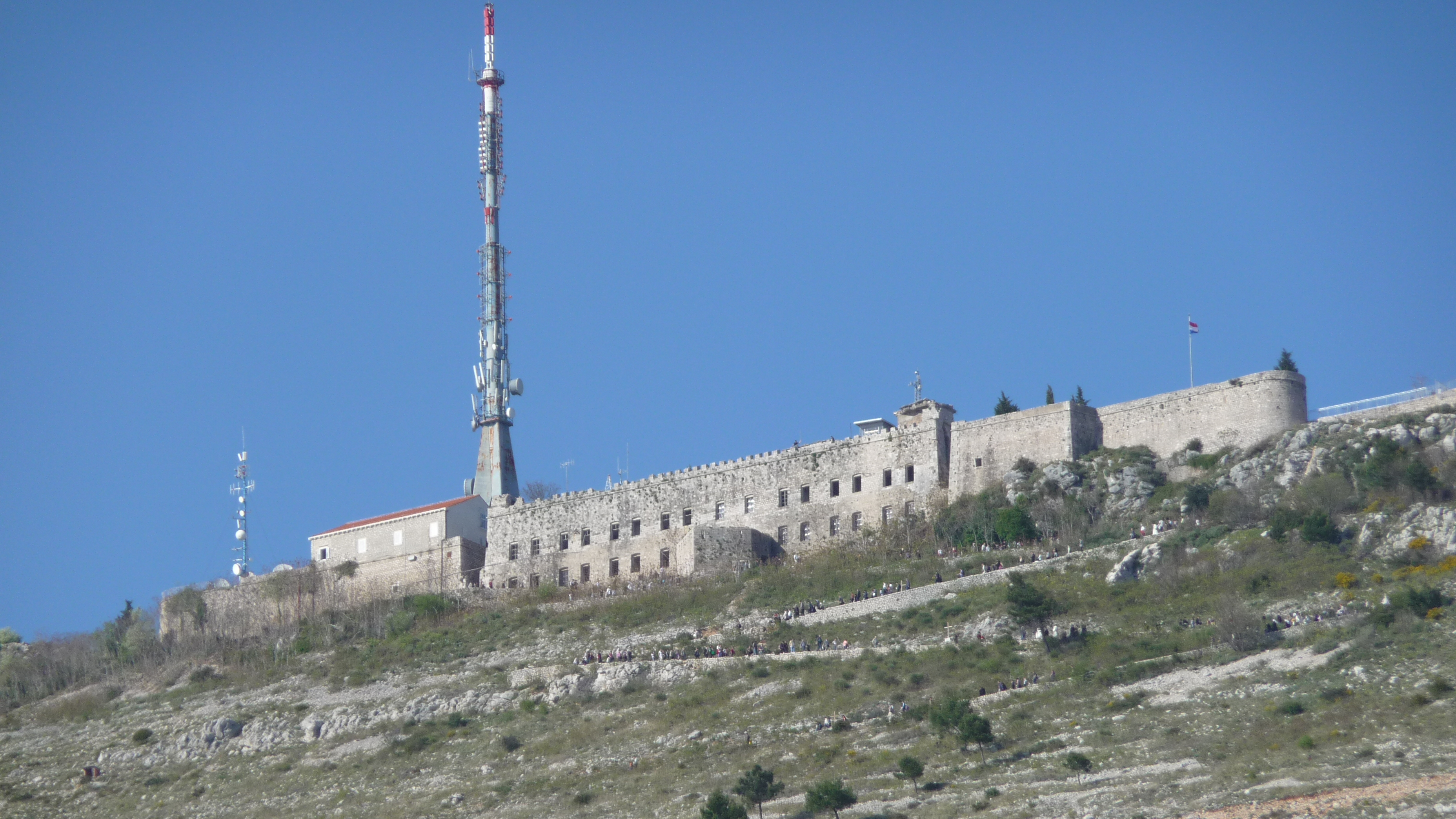
Az Imperijal erőd Dubrovnik felett

A JNA tüzérsége és a Jugoszláv Haditengerészet november 9. és 12. között folytatta Dubrovnik bombázását, célpontja az óváros, Gruž, Lapad és Ploče, valamint a Belvedere, az Excelsior, a Babin Kuk, a Tirena, az Imperijal és Argentina szállodák voltak. Az Óváros kikötőjében levő hajók megtámadására rakétákat használtak, míg Gruž kikötőjében néhány nagyobb hajót, köztük az „Adria” kompot, és az amerikai tulajdonú „Pelagic” vitorlást, felgyújtották és lövésekkel megsemmisítették. November 9-én, 10-én és 13-án a JNA ismét támadta az Imperijal erődöt. Ezeket a támadásokat elcsendesülés követte, amely november végéig tartott, amikor az Európai Unió Megfigyelő Missziója (ECMM) közvetített a JNA és a horvát hatóságok közötti tárgyalásokon Dubrovnikban. Az ECMM-et november közepén vonták vissza, miután személyzetét a JNA megtámadta, a közvetítést pedig a francia humanitárius ügyekért felelős államtitkár Bernard Kouchner és az UNICEF missziófőnöke, Stephan Di Mistura vette át. A tárgyalások november 19-én és december 5-én tűzszüneti megállapodásokat hoztak, de konkrét eredményeket egyik sem hozott a helyszínen. Ehelyett a JNA 2. hadtest egységei Dubrovniktól északnyugatra, Dubrovačko Primorjében foglaltak állásokat, és körbezárták a várost. Előrenyomulásuk legtávolabbi pontját november 24-én érték el, amikor a város védőit visszaszorították Sustjepan–Srđ–Belvedere Hotel vonalra. Ezen a napon az általa megszállt területen a JNA megpróbálta létrehozni a Dubrovniki Köztársaságot, de a kísérlet végül kudarcot vallott.

Novemberben Dubrovnik megkapta az ostrom kezdete óta legnagyobb humanitárius segélyszállítmányokat. Az első sikeres kísérlet a város megtartására az ún. Libertas konvoj – egy polgári hajókból álló flotta volt, melynek a legnagyobb egysége a Jadrolinija hajója a „Slavija” volt, amely október 31-én érkezett Dubrovnikba. A konvoj Fiuméből indult, és több kikötőben is megfordult, mire Dubrovnik felé közeledve 29 hajóra nőtt. A konvojt, amely az ECMM megfigyelőit, legalább 1000 tüntetőt, Stjepan Mesić jugoszláv elnököt és Franjo Gregurić egykori miniszterelnököt is szállította, először a JRM „Split” jugoszláv fregatt tartóztatta fel Brač és Šolta szigetei között, másnap pedig jugoszláv járőrhajók tartóztatták fel Korčula mellett, mielőtt egy fegyveres hajósegység csatlakozott a flottához, és elkísérte a Dubrovnikhoz tartozó gruži kikötőjébe. Visszatérésekor a 700 férőhelyes „Slavija” 2000 menekültet evakuált Dubrovnikból, de először a Kotori-öbölbe kellett hajóznia, hogy a jugoszláv haditengerészet ellenőrizhesse.

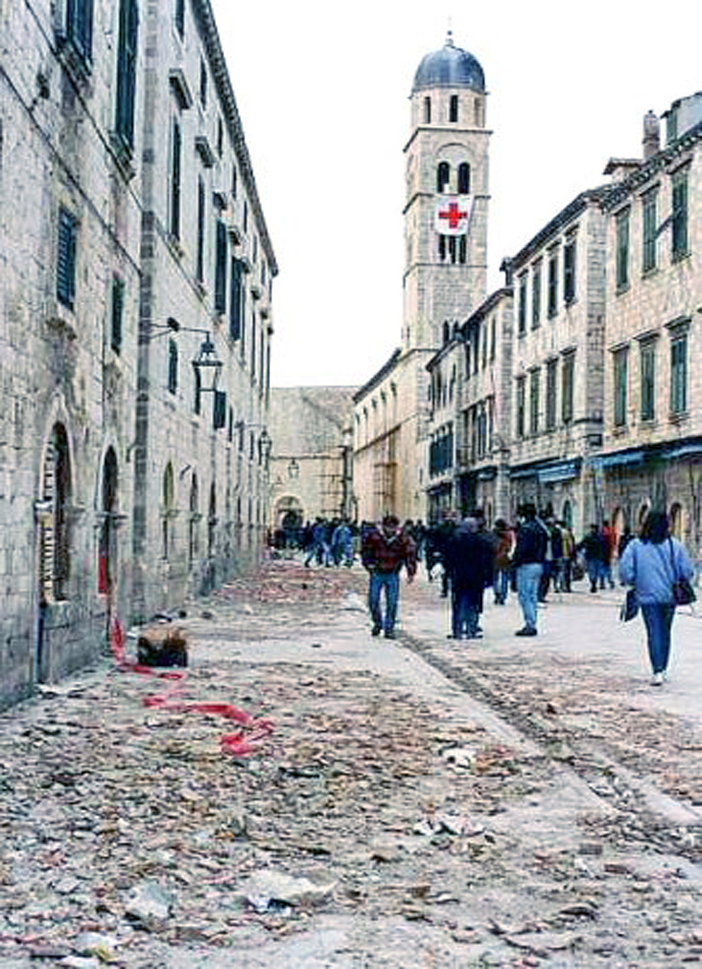
A Stradun 1991-ben a szerb támadás idején

December 2-án és 3-án a JNA újra gyalogsági fegyverekkel lőtte az Óvárost, majd december 4-én ágyútüzet zúdított az Imperijal erődre. Az Óváros legsúlyosabb bombázása december 6-án 5:48-kor kezdődött. Az Óvárosba 48 db 82 mm-es rakéta, 232 db 82 mm-es és 364 db 120 mm-es aknavető lövedék, valamint 22 db huzalvezérelt rakéta csapódott. Két becsapódási kráter is a legkomolyabb nehézfegyverek alkalmazását jelezte. A bombázás az óváros központi sétányára, Stradun utcára, és a Straduntól északkeletre eső területekre összpontosult, míg az Óváros más részeit viszonylag kevés támadás érte. A támadás 11 óra 30 perckor alábbhagyott. A támadásban összesen 13 civil vesztette életét, mely a legsúlyosabb polgári veszteség volt az ostrom során. A támadásban a Dubrovniki Egyetemközi Központ 20 000 kötetes könyvtára is megsemmisült, a Libertas Hotelt pedig a JNA tüzérsége tűzoltás közben bombázta, melynek nyilvánvaló célja azoknak a tűzoltóknak a megölése volt, akik aznap egy korábbi támadás okozta tüzet oltottak. Az Óváros december 6-i támadása a bombázás napján a nemzetközi médiának, az UNESCO főigazgatójának, valamint az Egyesült Nemzetek Szervezete főtitkárának és az ECMM különmegbízottjának Cyrus Vance-nek a heves tiltakozását váltotta ki. Később a JNA sajnálkozó nyilatkozatot adott ki, és vizsgálatot ígért. December 7-én a JNA képviselői ellátogattak az Óvárosba, hogy megvizsgálják a károkat, de további lépések nem történtek.
A horvát védelmi vonal, a körülbelül 1 km-re északra fekvő Imperijalt erőd kivételével 3–4 km távolságra volt az Óvárostól, Az erődöt hajnali 5:50-kor, percekkel az óváros bombázása után támadták meg. A támadást egyszerre két irányból előrenyomulva a JNA 472. gépesített dandár 3. zászlóalja hajtotta végre. Az elsődleges támadás egy századnyi erőből, a másodlagos pedig egy gyalogos szakaszból állt, mindkettőt T-55-ös harckocsik és tüzérség támogatta. Reggel 8-ra a gyalogság elérte az Imperijal erődöt, és arra kényszerítette a védőket, hogy visszavonuljanak az erődítménybe, és segítséget kérjenek. Marinović utasította a HV tüzérségét, hogy tüzeljenek közvetlenül az erődre, és az erőd őrségének megerősítésére egy különleges rendőri egységet küldött. 14:00-ig a JNA leállította a támadást. Azon a napon a „Sveti Vlaho” nevű hajót, mely az első hajó volt, amelyet a fegyveres hajósszázad hadrendbe állított, és a város védőszentjéről Szent Balázsról elnevezték el, egy huzalvezérelt rakéta elsüllyesztette.

### A horvát ellentámadás
1991. december 7-én újabb tűzszünetet kötöttek, és a Dubrovnikot ostromló JNA erők nagyrészt inaktívvá váltak. 1992 januárjában Horvátország, a JNA és az ENSZ képviselői aláírták a Szarajevói megállapodást, és a harcok szüneteltek. A megállapodás felügyeletére és fenntartására az Egyesült Nemzetek Védelmi Erőit (UNPROFOR) telepítették Horvátországba. Szerbia továbbra is támogatta az RSK-t. A konfliktus nagyrészt befagyott, és a JNA hamarosan visszavonult Horvátországból Bosznia-Hercegovinába, ahol új konfliktus volt várható. Az egyetlen kivétel Dubrovnik környéke volt, ahol a JNA Dubrovačko Primorjétől nyugat felé támadott, visszaszorítva a HV 114. és 116. gyalogdandárját, és 1992 elejére elérte Ston külvárosát.
1992 első néhány hónapjában a horvát erők harci képességei drámaian megnövekedtek, mivel a laktanyacsatában a JNA fegyvereiből nagy készletekre tettek szert. Miután a JNA kivonult Horvátországból, állománya egy új boszniai szerb hadsereg felállítására készült, amelyet később Boszniai Szerb Köztársaság hadseregére (VRS) kereszteltek. A lépés a Bosznia-hercegovinai Szerb Köztársaság 1992. január 9-i boszniai szerb kikiáltása után, és a Bosznia-Hercegovina függetlenségéről szóló 1992. február 29-i és március 1-jei népszavazás előtt történt. A népszavazást később a boszniai háború, ürügyeként hozták fel, amely 1992. április elején kezdődött, amikor a VRS tüzérsége megkezdte Szarajevó ágyúzását. A JNA és a VRS Bosznia-Hercegovinában a Bosznia-Hercegovinai Köztársaság hadseregével és a boszniai horvát vezetésnek alárendelt Horvát Védelmi Tanács (HVO) erőivel került összeütközésbe. A HV erőit néhányszor Bosznia-Hercegovinában is bevetették a HVO támogatására.
1992 áprilisában Hercegovina nyugati és déli területein Kupres és Stolac közelében a JNA támadó hadműveleteket indított a HV és a HVO ellen. A JNA 4. katonai körzete, amelyet Strugar irányított, Stolac és a Neretva folyó Mostartól délre fekvő keleti partja nagy részének elfoglalását tűzte ki célul. A Mostar körüli harcok és a JNA tüzérségi támadásai a város ellen április 6-án kezdődtek. A JNA április 11-én kiszorította a HV/HVO erőket Stolacból és Čapljina is tüzérségi tűz alá került. Május 7-én tűzszünetet kötöttek, de másnap a JNA és a boszniai szerb erők folytatták a támadást. A támadás során sikerült elfoglalni Mostar nagy részét és a Neretva folyó nyugati partján fekvő területek egy részét. Május 12-én a bosznia-hercegovinai helyőrséggel rendelkező JNA erők a VRS részévé váltak, a JNA 2. műveleti csoportját pedig 4. VRS Hercegovina hadtest névre keresztelték át. Horvátország a JNA hercegovinai hadmozdulatait a Dél-Horvátország elleni támadások előjátékának tekintette, amelyek kifejezetten a pločei kikötő és Split ellen irányultak. A fenyegetés ellensúlyozására a HV Janko Bobetko tábornokot nevezte ki a Hercegovina és Dubrovnik területeit felölelő Déli Front parancsnokságára. Bobetko átszervezte a HVO parancsnoki struktúráját, átvette a régió HVO parancsnokságát, és az 1. gárdadandár, valamint a 4. gárdadandár vezénylésével új HV egységeket is telepített.

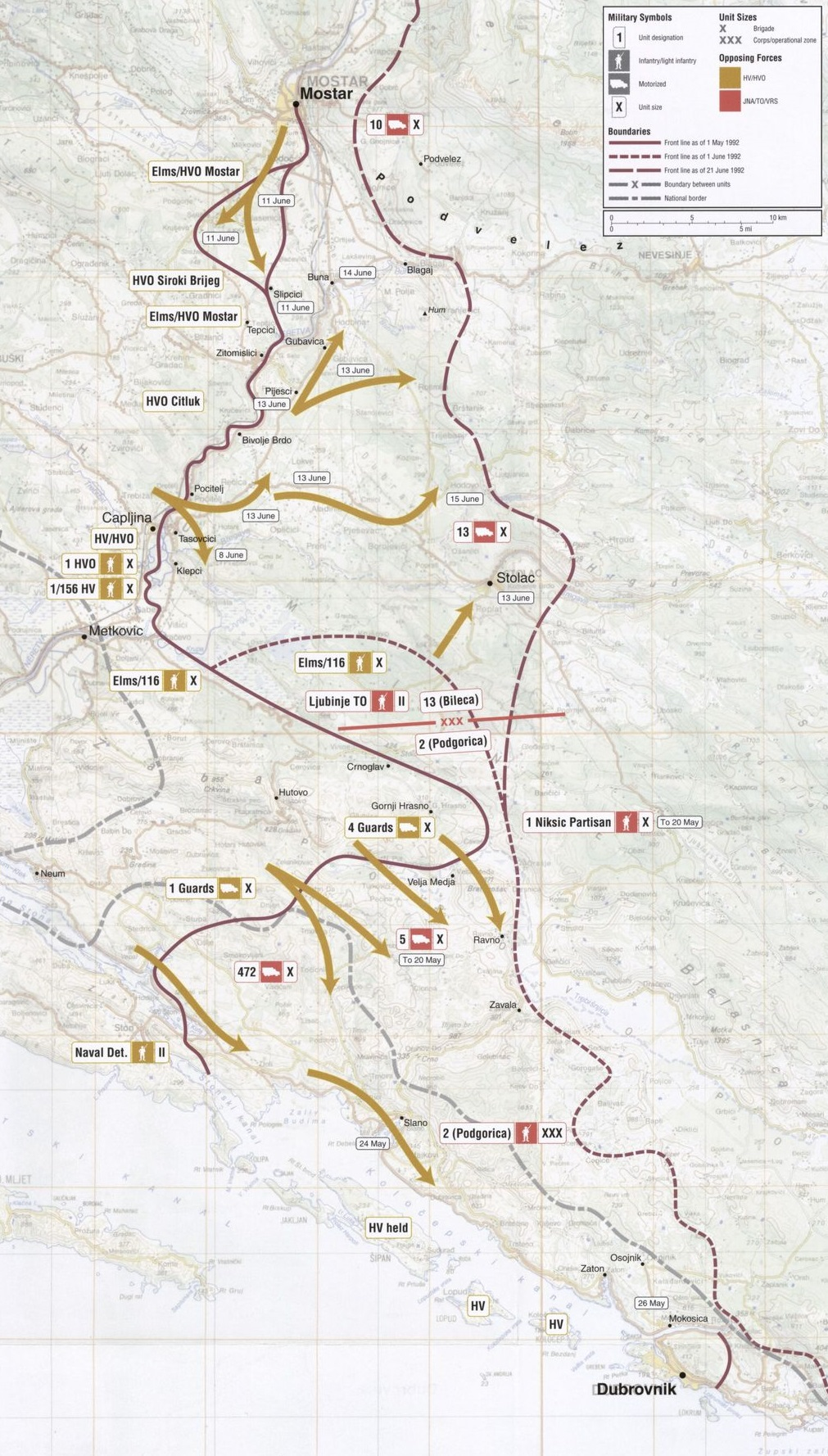
A horvát erők ellentámadása 1992 májusában

A VRS és a JNA április 11-én Stontól északra támadott, szerény területi nyereség érdekében visszaszorítva a HV 115. gyalogdandár és az érkező HV gárdadandár egységeit. A frontvonal április 23-ra stabilizálódott, a HV pedig ellentámadásba lendült, és április 27-e után visszaszerzett némi területet. Május 17-én Bobetko elrendelte a két teljes gárdadandár totális támadását. Az 1. gárdadandár azt a feladatot kapta, hogy csatlakozzon a Pelješac-félszigethez való hozzáférést őrző Ston-csoporthoz, és haladjon Slano irányába. A 4. gárdadandár olyan parancsot kapott, hogy a Popovo-mező peremén haladva biztosítsa a Dubrovačko Primorje hátországát. Ugyanakkor a nemzetközi közösség nyomást gyakorolt a JNA-ra, hogy húzódjon vissza Dubrovniktól keletre Konavlébe.
Az 1. gárdadandár a 115. gyalogdandár elemeivel megerősítve május 21-én elfoglalta Čepikućét, május 22-23-án pedig Slanót. A Dubrovnik fegyveres hajósszázad előző este csapatokat tett partra Slanóban, de a JNA visszaverte őket. 23–24 éjjel Májusban a JNA megtámadta Sustjepant, Dubrovnik északi külvárosát. Május 26-án a JNA megkezdte a kivonulást Mokošicából és Žarkovicából. A 163. gyalogdandár Dubrovnikból nyomult előre; 1. zászlóalja Brgatban és Župa Dubrovačkában, a 2. zászlóalj pedig Osojnikban foglalt állást. Május 29-én a 4. gárdadandár visszafoglalta Ravnót.{{ Május 31-én a 163. dandár 2. zászlóalja a JNA-t a Golubov Kamen-hegységhez szorította vissza, ahonnan a Rijeka Dubrovačkának a Adriai-tengeri autópálya töltésével körülvett szakaszára nyílt rálátás, de a hegytömböt nem sikerült elfoglalnia. A dandárt június 15-én váltotta fel a 145. gyalogdandár. Dubrovnikot június 16-ig folyamatosan, majd megszakításokkal június 30-ig támadta a JNA tüzérsége. Június 7-én az 1. gárda és a 4. gárdadandár Dubrovačko Primorjében, a Slanótól északra fekvő Orahov Do falunál fejezte be előtörését.

## Következmények
Katonai eredményétől függetlenül Dubrovnik ostroma elsősorban a JNA csapatainak nagyszabású fosztogatásairól és Dubrovnik, különösen az Óváros tüzérségi bombázásáról marad emlékezetes. A nemzetközi média reakciója és az ostromról szóló tudósítások megerősítették azt a már Vukovár eleste óta formálódó véleményt, miszerint a JNA és a szerbek magatartása barbár volt, és emberi és anyagi áldozatokat nem kímélve Horvátország leigázására törekedett. A szerb hatóságok úgy gondolták, hogy a nemzetközi közösségnek nincs erkölcsi alapja az ítélkezésre, mert nem avatkoztak bele, amikor a második világháborúban szerbek százezreit gyilkolták meg horvátországi koncentrációs táborokban. A zaragozai polgármester, Cyrus Vance és az ECMM tiltakozása mellett 1992. január 14-én Linus Pauling ösztönzésére 104 Nobel-díjas tudós egész oldalas hirdetést tett közzé a The New York Timesban, melyben sürgette a világ kormányait, hogy állítsák le a JNA féktelen pusztítását. Az ostrom alatt Az UNESCO felvette Dubrovnikot a veszélyben lévő világörökségek listájára. Mivel az ostrom a horvát függetlenségi háború nemzetközi megítélését is jelentően befolyásolta, hozzájárult Szerbiának és Jugoszláviának, amelyeket nyugaton agresszor államként bélyegeztek meg, nemzetközi diplomáciai és gazdasági elszigetelődéséhez. 1991. december 17-én az Európai Gazdasági Közösség elfogadta, hogy 1992. január 15-én elismeri Horvátország függetlenségét.
1991 októbere és decembere között a JNA körülbelül 1200 négyzetkilométernyi területet foglalt el Dubrovnik környékén, mindezt a HV az 1992. májusi ellentámadás során, amikor a JNA visszahúzódott Dubrovniktól keletre, és az azt követő HV offenzívák, a Tigris hadművelet és a Konavlei csata során 1992 júliusa és októbere között visszafoglalta. Az ostrom során 82–88 horvát civil, és 194 horvát katona vesztette életét. 94 horvát katonát 1991. október és december között öltek meg. 1992. október végéig összesen 417-en vesztették életüket a Dubrovnik körüli katonai műveletekben. The JNA suffered 165 fatalities. Konavléből és Dubrovnik más területeiről körülbelül 15 000 menekült érkezett a városba, és mintegy 16 000 menekültet evakuáltak a tengeren Dubrovnikból Horvátország más részeire. A JNA két hadifogolytábort hozott létre a harcokban fogságba esett horvátoknak, az egyiket Bilećában, a másikat pedig Morinjban. Az offenzíva alatt és után 432 embert, főként konavlei civileket zártak be, 292-t Morinjban, 140-et Bilećában, ahol fizikai és lelki bántalmazásnak vetették alá őket. A bántalmazásokat, beleértve a verést és a kivégzéseket is, a JNA személyi állománya és félkatonai szervezetei, valamint civilek követték el, Sok a fogvatartottat 1991. december 12-én Horvátország hadifoglyaira cseréltek ki. A két tábor 1992. augusztusáig működött.
A régióban összesen 11 425 épület sérült meg; 886 teljesen megsemmisült, és 1675 sérült meg súlyosan. A keletkezett károk értékét 480 millió német márkára becsülték. A Dubrovnik óvárosában keletkezett károkat egy UNESCO-csoport mérte fel, amely 1991. november 27-től december 20-ig tartózkodott a városban. Becslések szerint az épületek 55,9 százaléka sérült meg, 11,1 százaléka súlyosan sérült, és egy százaléka leégett. A legnagyobb veszteséget a hét leégett barokk palota képviselte. További károkat okozott, hogy a JNA csapatai a múzeumokat, üzleteket és magánházakat kifosztották. A cavtati Vlaho Bukovac Emlékmúzeum összes kiállítási anyagát, valamint a kupari szállodák berendezését elvitte a JNA. A slanói Szent Jeromos ferences kolostor is célponttá vált. A JNA elismerte, hogy fosztogatásra került sor, de Jokić azt mondta, hogy az ingóságokat a JNA speciális adminisztrációja 1991. december 15-én szerb menekülteknek osztotta szét. Valószínű azonban, hogy az ingóságok magánlakásokba kerültek, vagy a feketepiacon értékesítették őket. A dubrovniki Čilipi Repülőtér is a fosztogatások célpontjává vált, és felszerelését a podgoricai és a tivati repülőtérre vitték.
Amikor a szerb és montenegrói hatóságok utólag megpróbálták igazolni a JNA offenzívát, megpróbálták tagadni az Óvárosban történt károkozást. A Belgrádi Rádió Kadijevićet idézve azt mondta, hogy az Óvárosból felszálló füst a dubrovniki lakosság által felgyújtott autógumiktól származik. A montenegrói tisztviselők és a média „békeháborúnak” nevezték az offenzívát, a szárazföldi műveletekre és a tengeri blokádra pedig a blokád kifejezést alkalmazták. Egy 2010-es szerbiai közvélemény-kutatás szerint a megkérdezettek 40 százaléka nem tudta, ki bombázta Dubrovnikot, míg 14 százalékuk úgy gondolta, hogy nem történt ágyúzás. A Mesić horvát elnökkel folytatott 2000. júniusi találkozón Milo Đukanović Montenegró elnöke bocsánatot kért Horvátországtól a támadásért. A gesztust üdvözölték Horvátországban, de Đukanović montenegrói politikai ellenfelei és a szerb hatóságok elítélték.
2007-ben a montenegrói filmrendező Koča Pavlović készített egy dokumentumfilmet „Rat za mir” (Háború a békéért) címmel, amely megmutatja a propaganda szerepét az ostromban, közölve a morinji tábor foglyainak vallomásait és interjúkat közöl a JNA- katonáival is. 2011-ben a Montenegrói Televízió archív felvételek felhasználásával dokumentumfilm-sorozatot sugárzott „Rat za Dubrovnik” (Háború Dubrovnikért) címmel, melyben arra történtek kísérletek, hogy elhallgassák a televízió háborút szító tudósításait és a „Pobjeda” című újság ugyancsak ilyen hangvételű hadijelentéseit. 2012-ben Aleksandar Črček és Marin Marušić készített egy nagyjátékfilmet „Konvoj Libertas” címmel, amely a humanitárius segélyeknek a tengeri blokádon keresztül Dubrovnikba történő szállításáról szólt.

## A háborús bűnösök felelősségre vonása
Az ENSZ Biztonsági Tanácsának 827. határozata alapján 1993-ban felállított nemzetközi törvényszék (ICTY) vádat emelt Milošević, Strugar, Jokić, a JNA 9. VPS vezérkari főnöke, Milan Zec százados, valamint a JNA 472. gépesített dandár 3. zászlóaljának parancsnoka, Vladimir Kovačević százados ellen. A vádak között szerepelt, hogy a Dubrovnik elleni offenzíva célja a terület Horvátországtól való elválasztása és Szerbiához vagy Montenegróhoz csatolása volt. Jokić azt mondta, hogy az offenzíva csak Dubrovnik blokádja volt, de Cokić később cáfolta ezt az állítást. Mihailo Crnobrnja, Jugoszláviának az Európai Unióhoz akkreditált nagykövete szerint az ostrom célja volt a horvátországi JNA laktanyák blokádjának megszüntetése és a Prevlaka-félsziget biztosítása volt Montenegró számára.
A Slobodan Milošević-per soha nem fejeződött be, mert Milošević 2006. március 11-én meghalt, mialatt az ICTY őrizetében volt. Strugart 2001. október 21-én helyezték át az ICTY őrizetébe. A tárgyalása és a fellebbezési eljárás 2008-ban fejeződött be, és a jogerős ítéletetben bűnösnek találták civilek elleni támadásokban, katonai indokkal nem igazolható pusztításokban, valamint a háborús szokásjogok és a törvények megsértésében és hét és fél év börtönbüntetésre ítélték. Strugart 2009-ben, hét évvel és négy hónappal az ICTY-nek való átadása után szabadlábra helyezték. Jokićot 2001. november 12-én adták át az ICTY-nek, bűnösnek vallotta magát, és 2004-ben hét év börtönbüntetésre ítélték gyilkosság, kegyetlen bánásmód, civilek elleni támadások és a háborús törvények megsértése miatt. Az ítélet 2005-ben jogerőre emelkedett. Jokićot átszállították Dániába, hogy ott töltse le büntetését, és 2008. szeptember 1-jén szabadult. Az ICTY 2002. július 26-án visszavonta a Zec elleni vádat. Kovačevićet 2003-ban tartóztatták le Szerbiában, és átadták az ICTY-nek. Egy ideggyógyászati betegség igazolását követően 2004. június 2-án ideiglenesen szabadlábra helyezték, az eljárást pedig 2007-ben átadták a szerbiai igazságszolgáltatásnak, ahol a belgrádi Katonai Orvosi Akadémián. pszichiátriai kezelésen esett át. Kovačevićet a szerbiai hatóságok alkalmatlannak ítélték arra, hogy bíróság elé álljon. Az ellene felhozott vádak között szerepelt gyilkosság, kegyetlen bánásmód, indokolatlan pusztítás, valamint a háborús törvények megsértése.
2008-ban a montenegrói hatóságok hat volt JNA katonát vádoltak meg Morinjban 1991-ben és 1992-ben elkövetett fogolybántalmazások miatt. Négyüket 2013 júliusában háborús bűnök miatt elítélték. Ivo Menzalint négy évre, Špiro Lučićot és Boro Gligićet három évre, míg Ivo Gonjićot kettő évre ítélték. Mind a négyen fellebbeztek a döntés ellen, és 2014 áprilisában a montenegrói legfelsőbb bíróság elutasította fellebbezésüket. A morinji tábor egykori foglyai beperelték Montenegrót, és kártérítést fizettek nekik.
2008 októberében Horvátország vádat emelt Božidar Vučurević, Trebinje polgármestere, kelet-hercegovinai szerb vezető ellen, az offenzíva idején Dubrovnik polgári lakossága elleni támadások miatt. Jokić megerősítette, hogy Strugartól és Vučurevićtől kapott utasításokat. Vučurevićet 2011. április 4-én tartóztatták le Szerbiában, és Horvátország kérte a kiadatását. Június 17-én óvadék ellenében szabadlábra helyezték. Szeptemberben a kiadatási kérelmet jóváhagyták, de elkerülve a kiadatást Vučurević elhagyta Szerbiát és visszatért Trebinjébe. 2009-ben a horvát hatóságok vádat emeltek tíz JNA tiszt, köztük Cokić, Ružinovski, Strugar, Jokić, Zec és Kovačević ellen. Olyan háborús bűnökkel vádolták meg őket, amelyeket 1991. december 6. előtt vagy azt követően követtek el Dubrovnik térségében, amelyekre nem vonatkoztak az ICTY vádiratai. A vádakat azután emelték, hogy az ICTY átadta a nyomozása során összegyűjtött dokumentumokat. 2012-ben Horvátország vádat emelt a JNA 5. gépesített dandár 3. zászlóaljának parancsnoka ellen, és gyújtogatással vádolta meg Čilipiben 90 ház, üzlet, és középületek 1991. október 5. és 7. között történt felgyújtása miatt.
Dubrovnik ostroma a Nemzetközi Bíróság (ICJ) előtt Horvátország Szerbia elleni népirtási ügyében is téma volt. Horvátország állítása szerint az ostrom során 123 dubrovniki civil vesztette életét. Horvátország a horvát rendőrségtől szármató leveleket nyújtott be, hogy alátámassza ezeket az állításokat, azonban a bíróság 2015-ös ítéletében megjegyezte, hogy ezeket a leveleket jóval később, kifejezetten erre az esetre készítették, aláíratlanok voltak, és nem jelezték, hogy a 123 gyilkosság milyen körülmények között történt. A bíróság megjegyezte, hogy a Dubrovniki Rendőrkapitányság által készített egyéb dokumentumok „bár az események idején, és nem kizárólag a jelen ügy céljaira készültek, független forrásból származó bizonyítékokkal nem erősítették meg őket, és úgy tűnik, hogy csak két halálesetre utalnak. Az ICTY Dubrovnikra vonatkozó Strugar és Jokić ítéletére hivatkozva az ICJ saját ítéletében elismerte, hogy legalább két polgári halálesetet törvénytelenség okozott, nevezetesen Dubrovnik 1991. december 6-án és 1991. október 5-én történt ágyúzása. Az ítélet kimondta, hogy a bíróság „az előzőekből arra a következtetésre jut, hogy megállapítást nyert, hogy a JNA 1991 októbere és decembere között követett el néhány gyilkosságot a dubrovniki horvátok ellen, bár nem a Horvátország által állított méretekben.”

### Könyvek
- Central Intelligence Agency, Office of Russian and European Analysis. Balkan Battlegrounds: A Military History of the Yugoslav Conflict, 1990–1995. Washington, D.C.: Central Intelligence Agency (2002). ISBN 9780160664724. OCLC 50396958
- Armatta, Judith. Twilight of Impunity: The War Crimes Trial of Slobodan Milosevic. Duke University Press (2010). ISBN 978-0-8223-4746-0
- Dubrovnik: "Rat za mir" (szerb nyelven). Helsinki Committee for Human Rights in Serbia (2006). ISBN 86-7208-119-6
- Blaskovich, Jerry. Anatomy of Deceit: An American Physician's First-hand Encounter with the Realities of the War in Croatia. Dunhill Publishing (1997). ISBN 0-935016-24-4
- Crnobrnja, Mihailo. The Yugslav Drama. McGill-Queen's University Press (1996). ISBN 0-7735-6615-5
- Investigating Srebrenica: Institutions, Facts, Responsibilities. Berghahn Books (2012). ISBN 978-0-85745-472-0
- Forrest, Craig. International Law and the Protection of Cultural Heritage. Routledge (2012). ISBN 9781135224509
- Eastern Europe and the Commonwealth of Independent States. Routledge (1999). ISBN 978-1-85743-058-5
- Hooker, Norman. Maritime casualties, 1963-1996. LLP (1997). ISBN 1859781101
- Lucarelli, Sonia. Europe and the Breakup of Yugoslavia: A Political Failure in Search of a Scholarly Explanation. Martinus Nijhoff Publishers (2000). ISBN 978-90-411-1439-6
- Mesić, Stepan. The Demise of Yugoslavia: A Political Memoir. Central European University Press (2004). ISBN 963-9241-71-7
- Ramet, Sabrina P.. The Three Yugoslavias: State-Building And Legitimation, 1918–2006. Indiana University Press (2006). ISBN 978-0-253-34656-8
- Schabas, William A.. The UN International Criminal Tribunals: The Former Yugoslavia, Rwanda and Sierra Leone. Cambridge University Press (2006). ISBN 978-0-521-84657-8
- Stewart, James. Cadogan Guide Croatia. New Holland Publishers (2006). ISBN 1-86011-319-2[halott link]
- The Yugoslav Wars (1): Slovenia & Croatia 1991–95. Osprey Publishing (2006). ISBN 1-84176-963-0
- Thompson, Wayne C.. Nordic, Central & Southeastern Europe 2012. Rowman & Littlefield (2012). ISBN 978-1-61048-891-4
- Zabkar, Anton. The Drama in Former Yugoslavia: The Beginning of the End Or the End of the Beginning?. DIANE Publishing (1995). ISBN 0-7881-3944-4

### Tudósítások
- „Roads Sealed as Yugoslav Unrest Mounts”, The New York Times , 1990. augusztus 19.. [2012. november 6-i dátummal az eredetiből archiválva]
- Engelberg, Stephen. „Belgrade Sends Troops to Croatia Town”, The New York Times , 1991. március 3.. [2013. október 2-i dátummal az eredetiből archiválva]
- Sudetic, Chuck. „Rebel Serbs Complicate Rift on Yugoslav Unity”, The New York Times , 1991. április 2.. [2013. október 2-i dátummal az eredetiből archiválva]
- Sudetic, Chuck. „2 Yugoslav States Vote Independence To Press Demands”, The New York Times , 1991. június 26.. [2012. november 10-i dátummal az eredetiből archiválva]
- Sudetic, Chuck. „Conflict in Yugoslavia; 2 Yugoslav States Agree to Suspend Secession Process”, The New York Times , 1991. június 29.. [2013. december 18-i dátummal az eredetiből archiválva]
- Williams, Carol J.. „Peace Flotilla Due to Dock in Dubrovnik”, Los Angeles Times , 1991. október 31.. [2013. december 4-i dátummal az eredetiből archiválva]
- Binder, David. „Old City Totters in Yugoslav Siege”, The New York Times , 1991. november 9.. [2014. december 18-i dátummal az eredetiből archiválva]
- Binder, David. „Refugees Pack Boat Out of Dubrovnik”, The New York Times , 1991. november 15.. [2013. december 20-i dátummal az eredetiből archiválva]
- Sudetic, Chuck. „Yugoslav Factions Agree to U.N. Plan to Halt Civil War”, The New York Times , 1992. január 3.. [2013. június 14-i dátummal az eredetiből archiválva]
- Williams, Carol J.. „Roadblock Stalls U.N.'s Yugoslavia Deployment”, Los Angeles Times , 1992. január 29.. [2013. december 4-i dátummal az eredetiből archiválva]
- Bellamy, Christopher. „Croatia built 'web of contacts' to evade weapons embargo”, The Independent , 1992. október 10.. [2012. november 10-i dátummal az eredetiből archiválva]
- Perlez, Jane. „Serbian Media Is a One-Man Show”, The New York Times , 1997. augusztus 10.. [2013. december 27-i dátummal az eredetiből archiválva]
- Šilović, Meri. „Ratnog mučenika "Perasta" ubit će – mir”, Slobodna Dalmacija , 1999. július 6.. [2012. október 16-i dátummal az eredetiből archiválva] (horvát nyelvű)
- Thorpe, Nick: Djukanovic 'sorry' for Dubrovnik bombing. BBC News, 2000. június 25. [2013. december 3-i dátummal az eredetiből archiválva].
- „Veteran opet na vezu”, Slobodna Dalmacija , 2001. december 6.. [2012. október 16-i dátummal az eredetiből archiválva] (horvát nyelvű)
- Kalajdžić, Ahmet. „Aerodrom Dubrovnik za dio opljačkane opreme tražit će odštetu od JAT-a”, Slobodna Dalmacija , 2004. március 6.. [2013. december 3-i dátummal az eredetiből archiválva] (horvát nyelvű)
- Kovačević mentalno oboleo i biće upućen na lečenje (szerb nyelven). B92, 2004. március 15. [2013. december 3-i dátummal az eredetiből archiválva].
- "Rat za mir" – 10 godina prerano (horvát nyelven). Index.hr, 2007. május 30. [2013. december 3-i dátummal az eredetiből archiválva].
- Rušitelj Dubrovnika još se brani sa slobode (horvát nyelven). Nova TV, 2007. augusztus 18. [2013. december 3-i dátummal az eredetiből archiválva].
- Canka, Mustafa: Podignuta optužnica protiv mučitelja iz Morinja (horvát nyelven). Deutsche Welle, 2008. augusztus 18. [2016. augusztus 11-i dátummal az eredetiből archiválva].
- Gustin-Čuljak, Olivija. „"Majsan" na Batali”, Slobodna Dalmacija , 2009. május 29.. [2013. december 3-i dátummal az eredetiből archiválva] (horvát nyelvű)
- „Ususret obilježavanju 18. obljetnice Konvoja Libertas”, Dubrovački vjesnik , 2009. október 25.. [2013. december 3-i dátummal az eredetiből archiválva] (horvát nyelvű)
- „Nojko Marinović: Mogli su ući da su bili spremni platiti cijenu!”, Dubrovački vjesnik , 2010. január 15.. [2013. december 3-i dátummal az eredetiből archiválva] (horvát nyelvű)
- Jovanović, Vladimir. „Dubrovačke optužnice”, Monitor , 2010. május 7.. [2013. december 3-i dátummal az eredetiből archiválva] (montenegrói nyelvű)
- „Crna Gora: Ukinuta presuda za zločine nad hrvatskim zarobljenicima u Morinju”, Jutarnji list , 2012. december 7.. [2013. december 3-i dátummal az eredetiből archiválva] (horvát nyelvű)
- Bijelić, Gabrijela. „Pošteno svjedočanstvo crnogorske strane”, Slobodna Dalmacija , 2011. március 10.. [2013. december 3-i dátummal az eredetiből archiválva] (horvát nyelvű)
- „War-time mayor of Bosnia town arrested”, B92, 2011. április 4.. [2013. december 3-i dátummal az eredetiből archiválva]
- Podgornik. „Još ne znaju tko je granatirao Dubrovnikfirst=Branko”, Novi list , 2011. május 28.. [2013. december 4-i dátummal az eredetiből archiválva] (horvát nyelvű)
- „Sud u Beogradu odobrio izručenje Vučurevića, on ne želi da mu se sudi u Hrvatskoj”, Nacional (weekly) , 2011. szeptember 11.. [2013. december 3-i dátummal az eredetiből archiválva] (horvát nyelvű)
- 20 godina Odreda naoružanih brodova (horvát nyelven). Croatian Radiotelevision, 2011. szeptember 23. [2016. március 12-i dátummal az eredetiből archiválva].
- Jurica Turk, Varina. „Kako je Dubrovniku "ukradena" brigada”, Dubrovački list , 2011. október 26.. [2013. december 3-i dátummal az eredetiből archiválva] (horvát nyelvű)
- Mujan, Marko. „Slavi li se okruženje Grada ili obrana Dubrovnika?”, Dubrovački list , 2011. november 20.. [2013. december 3-i dátummal az eredetiből archiválva] (horvát nyelvű)
- Jurica Turk, Varina. „Igra na "Male Bare" II”, Dubrovački list , 2011. november 23.. [2013. december 3-i dátummal az eredetiből archiválva]
- Jurica Turk, Varina. „Opći napad”, Dubrovački list , 2011. november 30.. [2013. december 3-i dátummal az eredetiből archiválva] (horvát nyelvű)
- „Dubrovnik obilježio 20. obljetnicu napada na grad”, Al Jazeera , 2011. december 6.. [2014. május 14-i dátummal az eredetiből archiválva] (Hozzáférés: 2014. május 14.)
- Bijelić, Gabrijela. „Svečani mimohod i postrojavanje branitelja grada Dubrovnika na Stradunu”, Jutarnji list , 2011. december 6.. [2013. december 3-i dátummal az eredetiből archiválva] (horvát nyelvű)
- Radaljac, Danko. „Obljetnica napada na Dubrovnik i Srđ, nakon koje svijet daje podršku Hrvatskoj”, Novi list , 2011. december 6.. [2013. december 3-i dátummal az eredetiből archiválva] (horvát nyelvű)
- Jurica Turk, Varina. „Herojski otpor u studenom”, Dubrovački list , 2011. december 21.. [2013. december 3-i dátummal az eredetiből archiválva] (horvát nyelvű)
- Jurica Turk, Varina. „Prekidi vatre i linije razgraničenja”, Dubrovački list , 2012. január 4.. [2013. december 3-i dátummal az eredetiből archiválva] (horvát nyelvű)
- Jurica Turk, Varina. „Haaški opis napada na Srđ”, Dubrovački list , 2012. január 11.. [2013. december 3-i dátummal az eredetiből archiválva] (horvát nyelvű)
- „Dokumentarac "Konvoj Libertas" premijerno prikazan u Rijeci”, Novi list , 2012. január 19.. [2013. december 3-i dátummal az eredetiből archiválva] (horvát nyelvű)
- Jurica Turk, Varina. „Okolnosti osnivanja 163. brigade”, Dubrovački list , 2012. február 8.. [2013. december 3-i dátummal az eredetiből archiválva] (horvát nyelvű)
- Jurica Turk, Varina. „I rat i mir”, Dubrovački list , 2012. március 7.. [2013. december 3-i dátummal az eredetiből archiválva] (horvát nyelvű)
- Jurica Turk, Varina. „Prelazak u napadna djelovanja”, Dubrovački list , 2012. március 30.. [2013. december 3-i dátummal az eredetiből archiválva] (horvát nyelvű)
- Jurica Turk, Varina. „Kako došlo, tako prošlo”, Dubrovački list , 2012. április 1.. [2013. december 3-i dátummal az eredetiből archiválva] (horvát nyelvű)
- Jurica Turk, Varina. „I "Tigrovi" kreću u napad”, Dubrovački list , 2012. április 11.. [2013. december 3-i dátummal az eredetiből archiválva] (horvát nyelvű)
- Jurica Turk, Varina. „Teške svibanjske i lipanjske borbe”, Dubrovački list , 2012. május 2.. [2013. december 3-i dátummal az eredetiből archiválva] (horvát nyelvű)
- „Vladimir Rambo Kovačević nesposoban za suđenje”, Blic , 2012. május 25.. [2013. október 29-i dátummal az eredetiből archiválva] (szerb nyelvű)
- „Sutra dan sjećanja na početak agresije 1. listopada 1991.”, Dubrovački vjesnik , 2012. szeptember 30.. [2013. december 3-i dátummal az eredetiből archiválva] (horvát nyelvű)
- „Na današnji dan 1991. godine otpočeo je napad na Dubrovnik”, Slobodna Dalmacija , 2012. október 1.. [2013. december 3-i dátummal az eredetiből archiválva] (horvát nyelvű)
- Jurica Turk, Varina. „Istina – dug prema povijesti”, Dubrovački list , 2012. október 3.. [2013. december 3-i dátummal az eredetiből archiválva] (horvát nyelvű)
- „Za "Morinj" naplatili 200.000 eura”, Dan , 2012. október 30.. [2013. december 3-i dátummal az eredetiből archiválva] (montenegrói nyelvű)
- Optužen Srbin zbog paljenja Ćilipa (szerb nyelven). B92, 2012. december 6. [2013. december 3-i dátummal az eredetiből archiválva].
- Potvrđena presuda za zločine u logoru Morinj (szerb nyelven). Balkan Insight, 2014. április 25. [2016. november 19-i dátummal az eredetiből archiválva]. (Hozzáférés: 2015. május 2.)

### Egyéb források
- (1994) „The Pelagic case”. American Maritime Cases (2), Kiadó: Maritime Law Association of the United States. (Hozzáférés: 2019. augusztus 19.)
- Case Information Sheet "Dubrovnik" (IT-01-42) Pavle Strugar. International Criminal Tribunal for the former Yugoslavia. [2013. április 25-i dátummal az eredetiből archiválva]. (Hozzáférés: 2013. március 10.)
- Case Information Sheet "Dubrovnik" (IT-01-42/1) Miodrag Jokić. International Criminal Tribunal for the former Yugoslavia. [2012. augusztus 4-i dátummal az eredetiből archiválva]. (Hozzáférés: 2013. március 10.)
- Case Information Sheet "Dubrovnik" (IT-01-42/2) Vladimir Kovačević. International Criminal Tribunal for the former Yugoslavia. [2016. május 8-i dátummal az eredetiből archiválva]. (Hozzáférés: 2013. március 10.)
- Case Information Sheet "Kosovo, Croatia & Bosnia" (IT-02-54) Slobodan Milošević. International Criminal Tribunal for the former Yugoslavia. [2013. április 18-i dátummal az eredetiből archiválva]. (Hozzáférés: 2013. április 26.)
- (1991. október 8.) „Odluka” (horvát nyelven). Narodne novine (53), Kiadó: Narodne novine. ISSN 1333-9273. (Hozzáférés: 2013. március 6.)
- Situation of human rights in the territory of the former Yugoslavia. United Nations Economic and Social Council, 1993. november 17. [2012. június 12-i dátummal az eredetiből archiválva].
- Croatia human rights practices, 1993; Section 2, part d. United States Department of State, 1994. január 31. [2013. november 5-i dátummal az eredetiből archiválva].
- Final report of the United Nations Commission of Experts established pursuant to security council resolution 780 (1992), S/1994/674/Add.2 (Vol. V). United Nations Security Council, 1994. december 28. [2013. október 29-i dátummal az eredetiből archiválva].
- Rizmaul, Leon: Vremeplov (horvát nyelven). Hrvatski vojnik, 1996. szeptember 26. [2013. november 30-i dátummal az eredetiből archiválva].
- International Court of Justice: Application of the Convention on the Prevention and Punishment of the Crime of Genocide: Judgement, 2015. [2017. december 8-i dátummal az eredetiből archiválva]. (Hozzáférés: 2018. április 8.)
- Full Contents of the Dubrovnik Indictment made Public (Dubrovnik Indictment). International Criminal Tribunal for the former Yugoslavia, 2001. október 2. [2011. április 8-i dátummal az eredetiből archiválva]. (Hozzáférés: 2009. szeptember 4.)
- The Prosecutor of the Tribunal against Slobodan Milošević, Second Amended Indictment. International Criminal Tribunal for the former Yugoslavia, 2002. október 23. [2013. május 20-i dátummal az eredetiből archiválva]. (Hozzáférés: 2013. március 10.)
- Strength Without Bravery: Dubrovnik Defies Yugoslav Army. Institute for War & Peace Reporting, 2003. január 30. [2013. november 30-i dátummal az eredetiből archiválva].
- Trial of Pavle Strugar – Transcript 040123ED. International Criminal Tribunal for the former Yugoslavia, 2004. január 23. [2011. április 9-i dátummal az eredetiből archiválva]. (Hozzáférés: 2011. április 6.)
- Pavlović, Srđa (2005). „Reckoning: The 1991 Siege of Dubrovnik and the Consequences of the "War for Peace"”. Spaces of Identity 5 (1), Kiadó: York University, The Canadian Center for German and European Studies. ISSN 1496-6778. (Hozzáférés: 2013. március 6.)
- The Prosecutor vs. Milan Martic – Judgement. International Criminal Tribunal for the former Yugoslavia, 2007. június 12. [2012. augusztus 4-i dátummal az eredetiből archiválva]. (Hozzáférés: 2013. március 6.)
- (2012) „Majkovi u srednjem vijeku” (horvát nyelven). Starohrvatska Prosvjeta 3 (39), Kiadó: Museum of Croatian Archaeological Monuments. ISSN 0351-4536. (Hozzáférés: 2013. március 6.)
- Marijan, Davor (2012). „Zamisao i propast napadne operacije Jugoslavenske narodne armije na Hrvatsku u rujnu 1991. godine” (horvát nyelven). Journal of Contemporary History 44 (2), Kiadó: Croatian Institute of History. ISSN 0590-9597. (Hozzáférés: 2013. március 7.)

## Fordítás
Ez a szócikk részben vagy egészben  a   Siege of Dubrovnik című angol Wikipédia-szócikk ezen változatának fordításán alapul.  Az eredeti cikk szerkesztőit annak laptörténete sorolja fel. Ez a jelzés csupán a megfogalmazás eredetét és a szerzői jogokat jelzi, nem szolgál a cikkben szereplő információk forrásmegjelöléseként.